# وقتی عشق شهوت است
وقتی عشق شهوت است (انگلیسی: When Love Is Lust) یک فیلم درام اروتیک به کارگردانی  ویتوریو د سیستی است که در سال ۱۹۷۳ منتشر شد.

## گزیدهٔ بازیگران
- آگوستینا بلی
- اوا آئولین
- فمی بنوسی
- اومبرتو راهو
- رینا فرانکتی
- جووانی پتروچی
- فرانسواز پِـرِوو
- جانی ماکیا